# 分部求和法
分部求和法（英語：Summation by parts）也叫阿贝尔变换（英語：Abel transformation，有别于）或阿贝尔引理（英語：Abel's lemma）是求和的一种方法。设{\displaystyle \{f_{k}\}}和{\displaystyle \{g_{k}\}}为两个数列，则有
{\displaystyle \sum _{k=m}^{n}f_{k}(g_{k+1}-g_{k})=\left[f_{n+1}g_{n+1}-f_{m}g_{m}\right]-\sum _{k=m}^{n}g_{k+1}(f_{k+1}-f_{k})}.
它被用来证明积分第二中值定理。
分部求和公式也可被写成比较对称的方式：
{\displaystyle \sum _{i=m+1}^{n}\left(b_{i}-b_{i-1}\right)a_{i}+\sum _{i=m+1}^{n}\left(a_{i}-a_{i-1}\right)b_{i-1}=a_{n}b_{n}-a_{m}b_{m}=\sum _{i=m+1}^{n}\left(b_{i}-b_{i-1}\right)a_{i-1}+\sum _{i=m+1}^{n}\left(a_{i}-a_{i-1}\right)b_{i}}
注意： 用于证明狄利克雷判别法、阿贝尔判别法的分部求和公式需要调整角标，以凑出和式。
{\displaystyle \sum _{i=m+1}^{n}\left(b_{i}-b_{i-1}\right)a_{i}+\sum _{i=m+1}^{n-1}\left(a_{i+1}-a_{i}\right)b_{i}=a_{n}b_{n}-a_{m+1}b_{m}}